# توتة خانة (بناجوي الشمالي)
توتة خانة (بالفارسية: توته‌خانه) هي منطقة سكنية تقع في إيران في قسم بناجوي الشمالي الريفي. يقدر عدد سكانها بـ 529 نسمة .